# ロバート・ケーラー

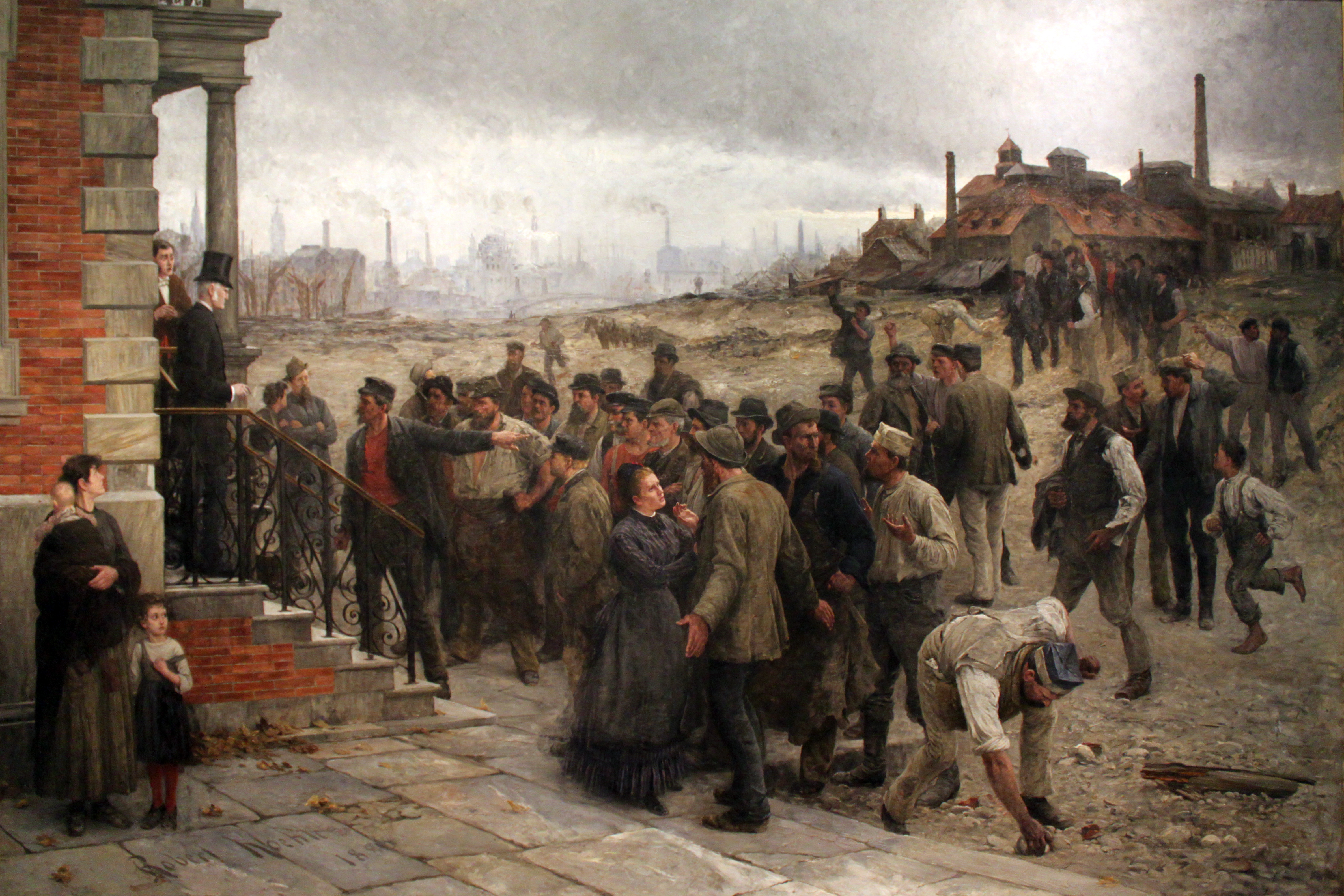
「Strike」1886年。

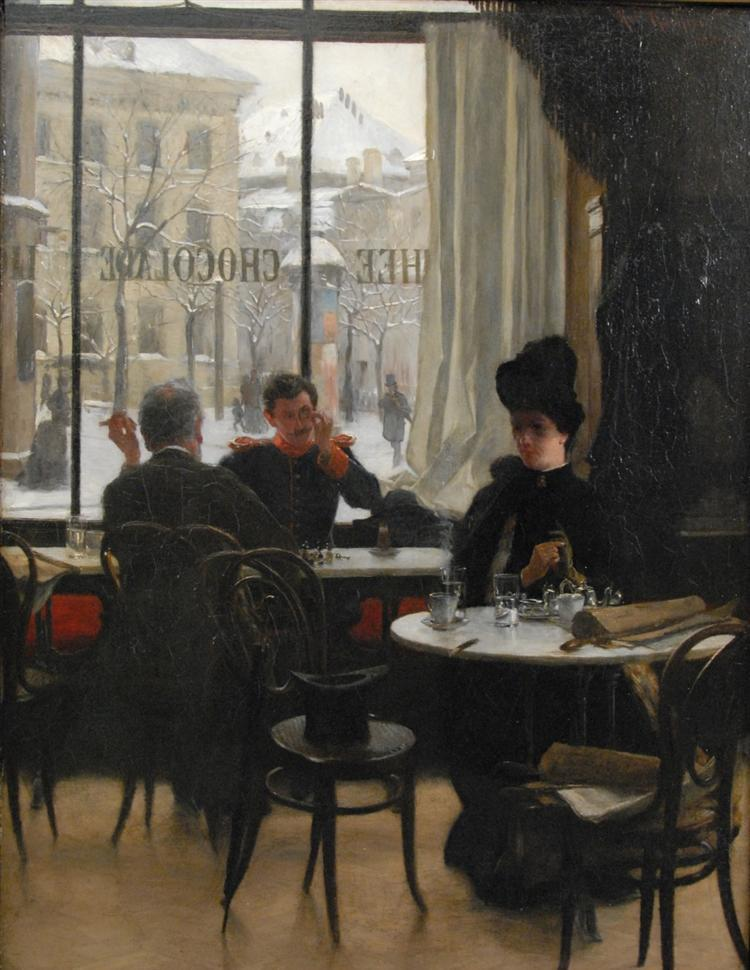
「At the Cafe」1887年。

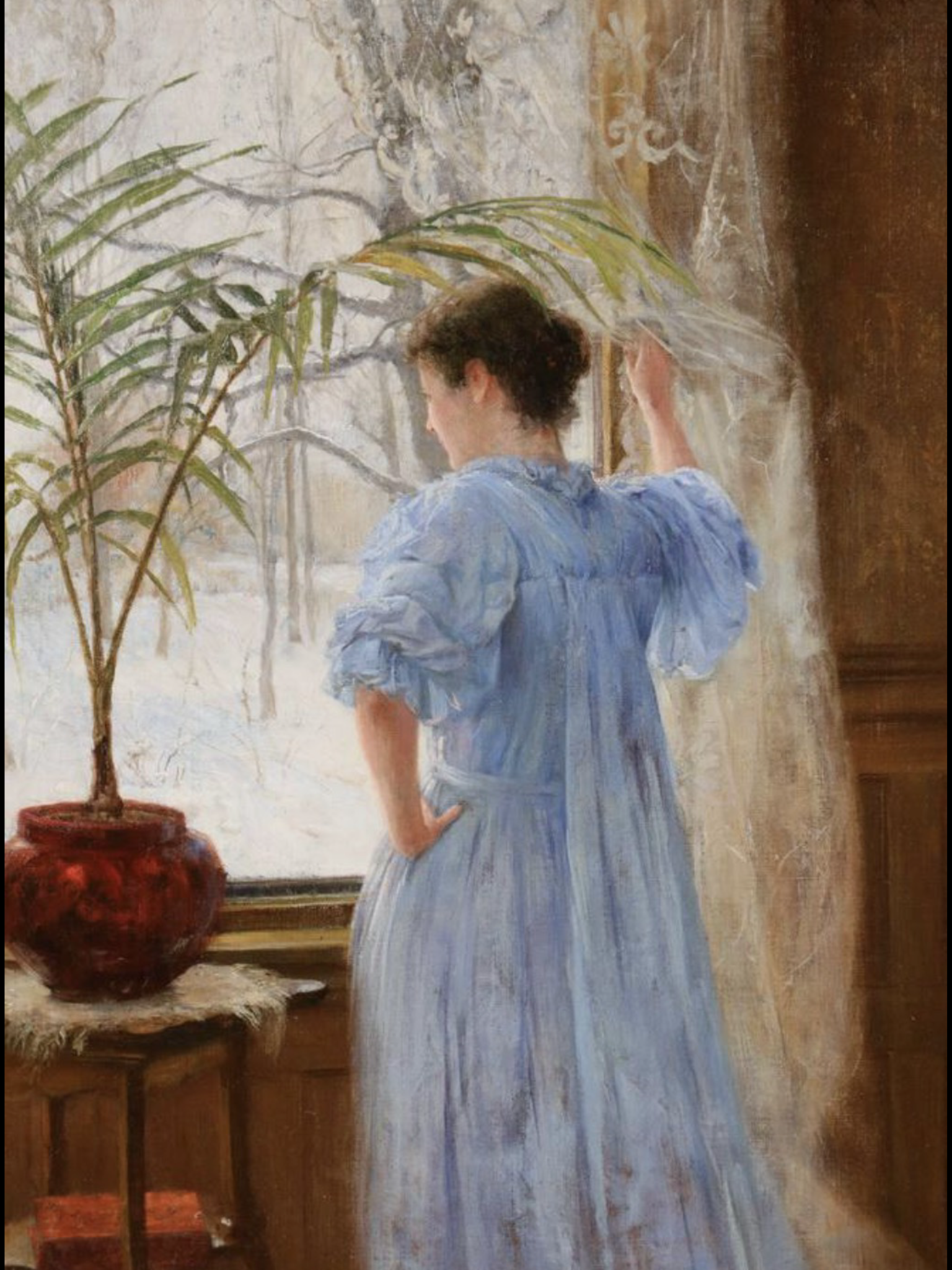
「First Snow」1895年ころ。個人蔵。

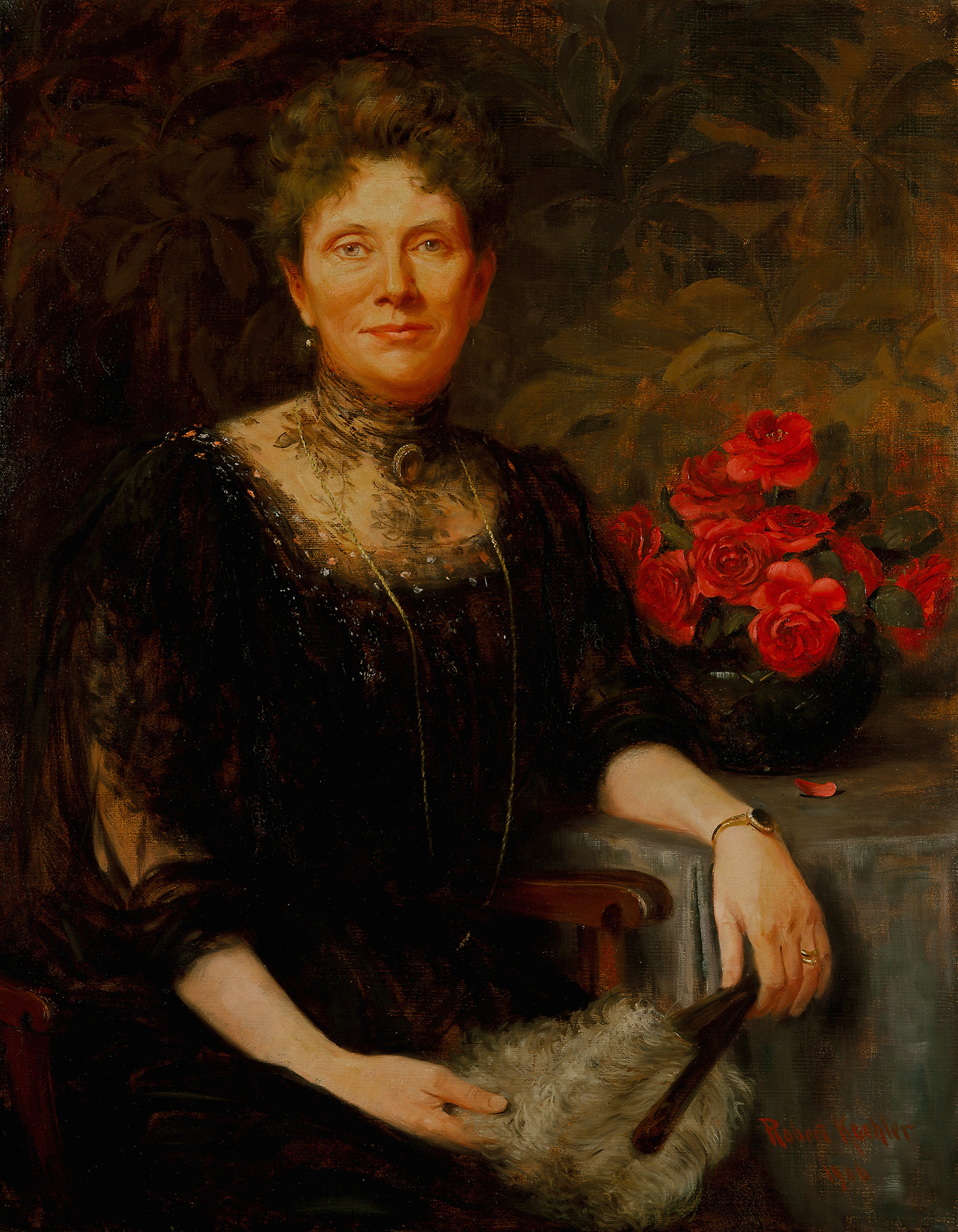
「Portrait of Alvina Roosen」1900年ころ。

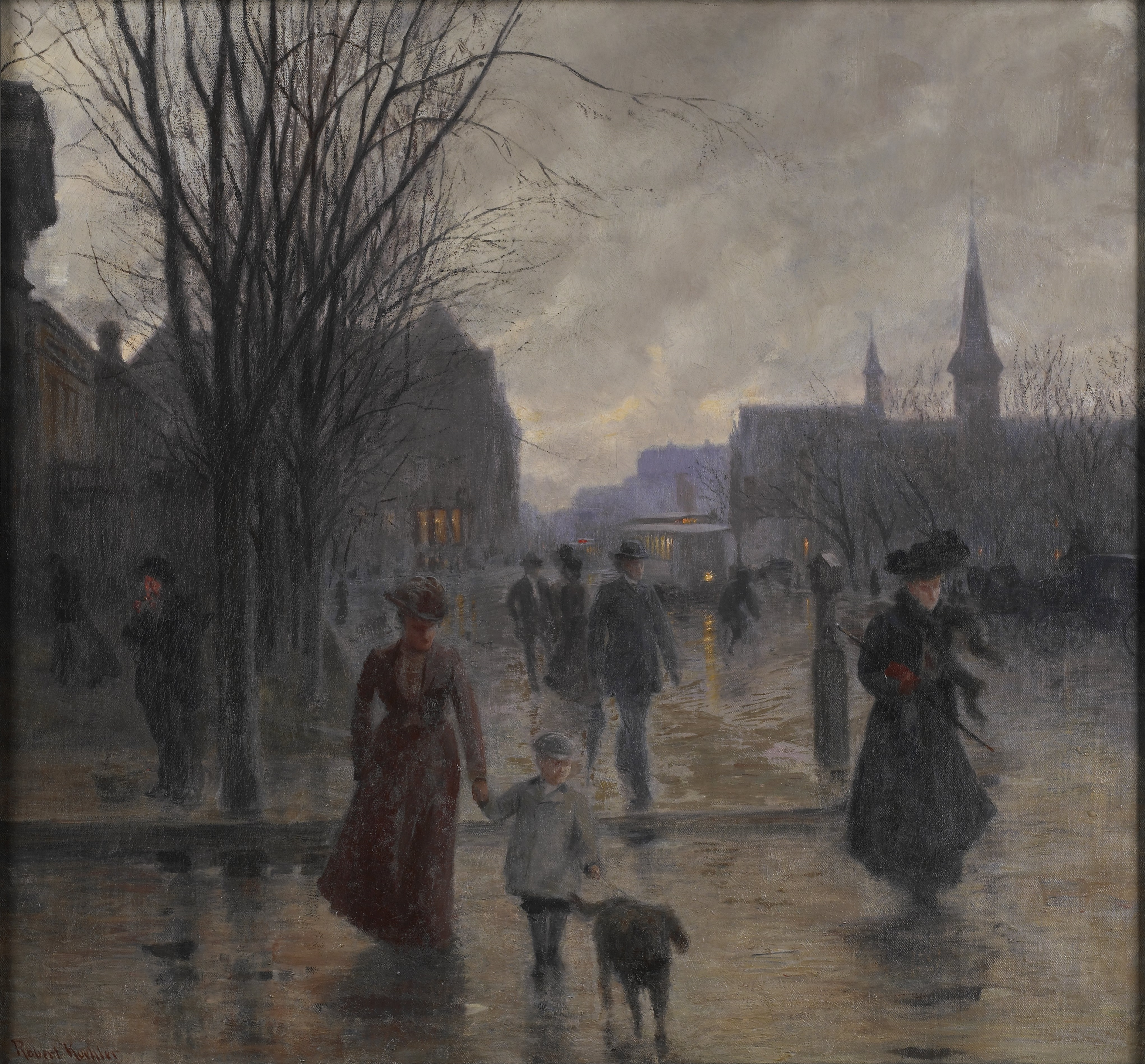
「Rainy Evening on Hennepin Avenue」1902年ころ。カンバスに油彩。ペンシルベニア美術アカデミー所蔵。

ロバート・ケーラー（Robert Koehler、1850年11月28日 - 1917年4月23日）は、ドイツ生まれで、おもにアメリカ合衆国で活動した油彩画家、美術教師。

## 経歴
ケーラーは、ハンブルクに生まれ、姓の綴りは「Köhler」であったが、1854年に一家でアメリカ合衆国ウィスコンシン州ミルウォーキーに移住した際に、綴りを改めた。ケーラーはミルウォーキーで独英アカデミー（German-English Academy：後の University School of Milwaukee の前身）に学んだ。1865年にアカデミーを卒業した後も、アカデミーで描画を教えていたミュンヘン美術院出身のヘンリー・ヴィアンデンの下で指導を受け続けた。また、リトグラフの工房へ徒弟修業に入った。
1871年、ケーラーは眼の手術のためにニューヨークへ赴き、そのままリトグラフ製作者として同地にとどまった。ナショナル・アカデミー・オブ・デザインの夜間学級で素描を学んだ後、1873年にミュンヘン美術院で美術を学ぶためにミュンヘンへと向かい、カール・フォン・ピロティやルートヴィヒ・ティールシュの下で学んだ。しかし、2年後に学資が尽きたため、ニューヨークへ帰還した。1879年には再びミュンヘンに渡ることができたが、これはニューヨークのジョージ・エーレット (George Ehret) という人物が、意欲と能力をもつ若手芸術家だったケーラーに関心を寄せたおかげであった。この2度目のミュンヘン行きの際に、ケーラーは、ルートヴィヒ・フォン・レフツやフランツ・デフレガーに師事した。また、この頃からウィリアム・メリット・チェイスやフランク・ドゥフェネクと親交を結んだ。
ミュンヘン時代のケーラーは、その作品に美術院から銀賞や銅賞を与えられ、さらにバイエルン王国の聖ミヒャエル勲章十字章を授与された。さらにケーラーは、私立の美術学校の校長となったが、その生徒のひとりがアルフォンス・ミュシャであった。
1877年から、ケーラーはニューヨークのナショナル・アカデミーで作品を展示しはじめた。1885年には、ニューヨークで私立美術学校の責任者となった。1883年にはミュンヘンで開催された国際美術展で、アメリカ合衆国の部門の組織にあたり、バイエルン王国当局から1888年の展覧会の際にも同様の職務に任じられた。
1892年、ニューヨークに戻ったロバート・ケーラーは、肖像画を描く画家として働いた。翌年、ケーラーはミネアポリス美術学校（Minneapolis School of Fine Arts：後の Minneapolis College of Art and Design の前身）の校長 (director) として赴任するため、ミネソタ州ミネアポリスへ移った。ケーラーは、この地方における芸術教育、芸術振興のパイオニアとなった。
ケーラーは、ミネソタ州芸術委員会 (the Minnesota State Art Commission) の委員長を1903年から1910年にかけて務め、さらに、ミネアポリス芸術家連盟 (the Artists' League of Minneapolis) 会員、ミネソタ州芸術協会 (the Minnesota State Art Society) 名誉会員、ミネアポリス美術学校同窓会 (the Alumni Association of the Minneapolis School of Art) 名誉会員、西部芸術家協会 (Society of Western Artists) 会員、ミネソタ大学芸術史講師、フランスのパリ美術・文学院 (l'Institut des Beaux Arts et des Lettres de Paris) 会員であった。ミュンヘン美術院から銀賞、銅賞のメダルを与えられたほか、1889年のパリ万国博覧会において選外佳作、1910年のブエノスアイレスにおける国際美術展では銅賞となり、1888年にはバイエルン王国から聖ミヒャエル勲章十字章を授与された。特によく知られた油彩作品として、「大工の家族 (The Carpenter's Family)」、「カフェにて (At the Cafe)」、代表作とされる「ストライキ (The Strike)」の3点があり、これらは1893年にシカゴ万国博覧会で展示された。
ケーラーはその後もミネアポリスで仕事を続け、肖像画や風景画を描き、油彩を教え、展覧会の手配にあたった。1914年には、校長職から引退した。彼はミネアポリスで、66歳で死去した。

## おもな作品
- Holy-day Occupation (1881) - ペンシルベニア美術アカデミー所蔵
- Her Only Support (1882)
- The Socialist (1883) - ドイツ歴史博物館（英語版）（ベルリン）所蔵
- The Strike (1886) - ドイツ歴史博物館（ベルリン）所蔵[4]
- At the Cafe (c. 1887) - 個人蔵[5]
- First Snow (c. 1895) - 個人蔵
- Portrait of Alvina Roosen (c. 1900)
- Rainy Evening on Hennepin Avenue (c. 1902)
- Herbjørn Gausta (1915)
- Study Head - ミネアポリス美術館所蔵
- Violet - Minneapolis Athletic Club 所蔵
- Portrait of Dean Wulling - State University of Minnesota 所蔵
- The Carpenter's Family - 個人蔵 (Mr. and Mrs. Daniel Elliot, Woodland Hills, CA)[6]
- The Family Bible
- Salve Luna
- ミネソタ州アレクサンドリア（英語版）の公立図書館所蔵の肖像画
- エッタ・チャードバーン・ロス (Etta Chadbourn Ross) の肖像画 -  ミネソタ州ブルー・アース（英語版）の the Etta C. Ross Memorial Library Museum 所蔵[7]